# Indian Society of Soil Science
L'Indian Society of Soil Science (ISSS) è un'associazione scientifica e professionale indiana che raggruppa professionisti interessati alla scienza del suolo.
Nacque il 22 dicembre 1934 a Calcutta con la legge XXI del 1860 (registrazione n. 8164/252 del 1934-35) con 28 membri.
Le attività di tale associazione comprendono l'organizzazione di incontri al fine di diffondere la conoscenza della scienza del suolo (non solo tra i membri dell'associazione) e la pubblicazione del Journal of Indian Society of Soil Science (JISSS).